# Tetraommatus muticus
Tetraommatus muticus là một loài bọ cánh cứng trong họ Cerambycidae.